# Bosmont-sur-Serre
Bosmont-sur-Serre is een gemeente in het Franse departement Aisne, regio Hauts-de-France (tot 2016 regio Picardië) en telt 190 inwoners (1999). De plaats maakt deel uit van het arrondissement Laon.
De kerk in deze plaats, de Église Saint-Rémi, is een vestingkerk met een romaans schip en een vierkante donjon van geglazuurde baksteen.

## Geografie
De oppervlakte van Bosmont-sur-Serre bedraagt 9,9 km², de bevolkingsdichtheid is 19,2 inwoners per km².
De onderstaande kaart toont de ligging van Bosmont-sur-Serre met de belangrijkste infrastructuur en aangrenzende gemeenten.

## Demografie
Onderstaande figuur toont het verloop van het inwonertal (bron: INSEE-tellingen).
Vanwege een beveiligingsprobleem met de MediaWiki Graph-software is het momenteel niet mogelijk deze grafiek weer te geven. Zodra de software is bijgewerkt zal de grafiek vanzelf weer zichtbaar worden.
1. ↑  Populations de référence 2022.